# Иванов, Роман Васильевич
Рома́н Васи́льевич Ивано́в (род. 19 марта 1984, Тольятти, Куйбышевская область, СССР) — российский мотогонщик, участник соревнований по спидвею. Мастер спорта. Восьмикратный чемпион страны в командном зачёте.

## Биография
Родился и вырос в Тольятти. Карьеру начал за местную «Мега-Ладу», в составе которой стал восьмикратным чемпионом страны.
В 2010—2011 гг. выступал за команду Октябрьский. Мог возобновить карьеру в 2014 г. в этой же команде, однако СТК «Октябрьский» снялся с чемпионата-2014, не проведя ни одной гонки.
Не является родственником Даниила Иванова, выступавшего вместе с ним в составе «Мега-Лады».

### Среднезаездный результат
| Год          | 2000            | 2001            | 2002            | 2003            | 2004            | 2005            | 2006            | 2007            | 2008            | 2009               | 2010              | 2011              |
| ------------ | --------------- | --------------- | --------------- | --------------- | --------------- | --------------- | --------------- | --------------- | --------------- | ------------------ | ----------------- | ----------------- |
| Флаг России  | 0,857 Мега-Лада | 0,690 Мега-Лада | 1,737 Мега-Лада | 1,721 Мега-Лада | 2,250 Мега-Лада | 2,125 Мега-Лада | 2,393 Мега-Лада | 2,288 Мега-Лада | 1,441 Мега-Лада | 1,257 Мега-Лада    | 1,608 Октябрьский | 1,048 Октябрьский |
| (II)         | -               | -               | -               | -               | -               | -               | -               | 1,375 Локомотив | 1,714 Ровно     | 0,933 Колеяж Ополе | -                 | -                 |
| Флаг Украины | -               | -               | -               | -               | -               | -               | -               | -               | -               | 2,091 Каскад       | -                 | -                 |

| - Чемпионат России по спидвею среди юношей в командном зачёте — 1 место (2000, 2001), 2 место (1998) в личном зачёте — 2 место (2000) - Чемпионат России по спидвею среди юниоров: в личном зачёте — 3 место (2002, 2004) в командном зачёте — 3 место (2003), 2 место (2004), 1 место (2005) - Чемпионат России по спидвею в командном зачёте — 2 место (2000), 1 место (2001—2008), 3 место (2009) в парном зачёте — 1 место (2001), 2 место (2002), 3 место (2006, 2007, 2008) | Достижения на международных соревнованиях Юниорские соревнования ЛЧМЮ — 14 место в ¼ финала (2004) КЧМЮ — 3 место в полуфинале (2005) Взрослые соревнования ЛЧЕ — 12 место в ½ финала (2006), 8 место в ½ финала (2007), 9 место в ½ финала (2008), 8 место в ¼ финала и неучастие в ½ финала (2009) ПЧЕ — 5 место (2006), 3 место (2008 — участвовал только в ½ финала) КЕЧ — 2 место (2006 — «Мега-Лада») , 3 место (2007 — «Мега-Лада») , 1 место (2008 — «Мега-Лада», участвовал только в ½ финала) ККМ — 11 место (2004), 6 место (2007) ЛЧМ — не участвовал Гран-При Челлендж 2011 — 12 место в полуфинале |  |